# Otarie à fourrure d'Afrique du Sud
Arctocephalus pusillus
Espèce
Répartition géographique
- colonies de reproduction
- individus isolés

Statut de conservation UICN

 LC  : Préoccupation mineure
Statut CITES
L'otarie à fourrure d'Afrique du Sud (Arctocephalus pusillus) est un mammifère marin. Ces otaries se reproduisent sur les côtes d'Afrique du Sud, d'Australie et de Tasmanie. Ces otaries passent le plus clair de leur temps dans l'eau, les mères peuvent rester plusieurs jours en mer pour se nourrir, revenant régulièrement pour alimenter leurs petits. Cette espèce vit dans les mers, les océans et les régions côtières. Un individu peut peser 360 kg.

## Longévité
Elles peuvent vivre 25 ans environ.

## Famille
Espèce répartie en 2 sous-espèces
- Arctocephalus pusillus doriferus Australie
- Arctocephalus pusillus pusillus Afrique du Sud

## Menace sur l'espèce
En Namibie, les jeunes otaries à fourrure de Cape Cross sont massacrées à coup de couteau sur les plages du Cape Cross. En 2012, 91 000 otaries ont été égorgées et dépecées. Le trafic de peau d'otarie rapporte moins de 5 dollars par animal,.
L'Afrique du Sud a interdit la chasse à l'Otarie en 1990.
Ces otaries sont particulièrement vulnérables aux variations de leur état psychologique. En 2023, une otarie, qui avait été harcelée plusieurs jours par des baigneurs, a fini par mourir de stress en Afrique du Sud. Elle tentait de se reposer sur une plage mais ne cessait d'être importunée par des humains.